# Кластер (экономика)
Кла́стер (англ. cluster) — взаимозаменяемый элемент самодостаточной локализованной сферы производства или услуг определённого направления. Экономический кластер — сконцентрированная на некоторой территории группа взаимосвязанных организаций (компаний, корпораций, университетов, банков и проч.): поставщиков продукции, комплектующих и специализированных услуг, инфраструктуры, научно-исследовательских институтов, вузов и других организаций, взаимодополняющих друг друга и усиливающих конкурентные преимущества отдельных компаний и кластера в целом.
Кластер обладает свойствами взаимной конкуренции его участников, кооперации его участников, формирования уникальных компетенций региона, формированием концентрации предприятий и организаций на определённой территории.
Кластеры являются одной из форм взаимодействия организаций и социальных групп в рамках совместной цепочки ценности. Кластеры следует отличать от холдингов, профессиональных ассоциаций, технопарков, индустриальных парков и округов, региональных инновационных систем, территориально-производственных комплексов, промышленных агломераций.
Кластерной инициативой называется управляемый процесс создания и развития кластера.
Кластерной политикой называется процесс стимуляции роста кластеров и кластерных инициатив государственными и общественными организациями.

## Примеры
- Кремниевая долина в США
- формируемый Евразийский экономический союз (текущее состояние кластера — Таможенный союз Белоруссии, Казахстана, Киргизии и России)
- Энергомашиностроительный кластер в Республике Башкортостан[1]
- Fujitsu Siemens Computers
- Airbus
- Кластер медицинского, экологического приборостроения и биотехнологий[2]
- Славянский керамический кластер на Украине.

## Причины географической концентрации фирм
Существует три основные причины географической концентрации фирм.
- Первая причина связана с возможностью получать выигрыш от распределения затрат на поддержание и развитие общих для нескольких компаний ресурсов.
- Вторая причина сводится к самой по себе географической близости, обеспечивающей дешевизну и быстрые сроки поставки необходимого для бизнеса товара или услуги.
- Третья причина состоит в том, что концентрация фирм в пределах одной местности способствует распространению неявного знания, то есть тех знаний и опыта, которые не могут быть легко формализованы и переданы, и тесно привязаны к носящим их людям. Так, по мнению Макдональда, «работа индивидов на фирмы и большая часть их ценности для работодателей связана с их членством в сетях {network}, однако членство в сетях является принципиально личным делом, выходящим за пределы фирм и даже лояльности к фирмам». (Macdonald, S. (1992) «Formal Collaboration and Informal Information Flow.» International Journal of Technology Management, 7(1/2/3): 49-60).

Географическая близость в некоторой степени способствует обмену этими неявными знаниями, а также позволяет создать рынок квалифицированной рабочей силы, позволяющий вместо организации передачи знаний вовлекать в ряды компании их носителя. Именно этими обстоятельствами объясняется, что отдельные виды ремесла или подходы к ремеслу обычно развиты и практикуются в строго ограниченных территориальных пределах.
Аналогично, важное значение имеет и возможность неформальной коммуникации представителей фирмы с расположенными в её районе потребителями продукции.
Таким образом, географическая близость важна не для распространения формализуемого научного знания, а для распространения менее формального неявного знания.
Многочисленные примеры из мировой практики подтверждают, что кластерная форма организации производства является наиболее подготовленной для инновационного процесса.
Происходящее на протяжении долгого времени снижение транспортных и коммуникационных издержек оказывает неоднозначное влияние на географическую концентрацию.
С одной стороны, отчасти снижается значимость географического соседства для успешного взаимодействия фирм.
С другой стороны, передача неявных знаний продолжает основываться, прежде всего, на личном контакте, а низкие транспортные и информационные издержки способствуют дальнейшему разделению труда в мировом масштабе и специализации регионов.
Известный экономист Майкл Портер дал иное объяснение географической концентрации компаний. По его мнению, первопричина — в конкуренции. Если на местном рынке появилась высококонкурентоспособная компания, выбор для остальных становится крайне жёстким — либо повысить свою конкурентоспособность, либо уйти с рынка. Постепенно возникает сообщество фирм с очень высокой конкурентоспособностью. Выходя на другие регионы и иностранные рынки, эти фирмы легко уничтожают местных конкурентов, не прошедших столь жёсткий отбор. В результате на отраслевом рынке доминирует кластер фирм, сосредоточенных на одной территории.

## Две цели использования понятиякластер
Понятие кластер может использоваться как в целях анализа, так и в целях практической деятельности.
В первом случае кластер представляет собой альтернативный отдельному предприятию или отрасли объект изучения и, в частности, прогнозирования.
Во втором случае кластер является объектом поддержки в рамках стратегий регионального развития, разработчики которых нередко предусматривают меры по формированию кластеров, рассчитывая на то, что кластеры повышают производительность, инновационность, конкурентоспособность, прибыльность и занятость в находящихся в данном регионе фирмах.

## Характерные признаки кластера
Характерными признаками кластера являются:
- максимальная географическая близость;
- родство технологий;
- общность сырьевой базы;
- наличие инновационной составляющей.

## Кластерная политика
Деятельность по поддержке кластеров называется «кластерной политикой» и обычно включает в себя:
- ликвидацию барьеров для инноваций;
- инвестиции в человеческий капитал и физическую инфраструктуру;
- поддержка географической концентрации связанных фирм.

Обычно кластерная политика рассматривается как альтернатива препятствующих конкуренции мер традиционной «промышленной политики», в рамках которой осуществляется поддержка конкретных предприятий или отраслей.
Критики кластерной политики указывают на то, что:
- концентрация производства на данной территории в рамках кластера уменьшает устойчивость региональной экономики, снижая её диверсифицированность;
- стимулирование кластерообразования является такой же субсидией, как и традиционные меры промышленной политики.

На данный момент в РФ понятие кластер не закреплено законодательно.

## Кластерная инициатива
Деятельность по созданию и развитию конкретного кластера называется «кластерной инициативой». Таким образом, кластерная политика страны или региона может быть представлена как портфель кластерных инициатив, оптимизируемых с точки зрения эффектов и рисков от их реализации.
Кластерные инициативы могут формироваться:
- профессиональными сообществами предпринимателей региона и их организациями;
- институтами развития страны и региона;
- федеральными, региональными и муниципальными исполнительными и законодательными органами власти.